# 帕特里克·特雷西·伯里斯
帕特裏克·特雷西·伯裏斯（1967年8月8日—2009年7月6日），以切羅基縣連環殺手著稱，是一個連環殺手，對2009年南卡羅來納至少五起兇殺案負責。
在短短6天，他槍殺5人。已知的他最後一個受害人2009年7月4日在醫院中死亡。
2009年7月6日，美聯社報道說警察在北卡羅來納達拉斯的槍戰中擊斃了一個人，這個人槍支的彈道匹配報告符合於被殺的五名受害人的彈道。

## 個人生活
伯裏斯被警察作稱為一個反復犯罪的罪犯。據報道，在他去世的犯罪記錄超過了25頁。SLED的一個副局長尼爾·多蘭說：“他是不可預測的。他是可怕的。他很奇怪。”

## 連環殺人
連環殺人在南卡羅來納州加夫尼開始於2009年6月27日，當63歲的農民克萊恩·卡什被發現在他的起居室裏死亡。7月1日83歲的哈茲爾·林德和她50歲的女兒格納·琳達·帕克被發現槍殺。
7月2日，45歲的史蒂芬·泰勒被殺死在家庭設備和家具店；他15歲的女兒艾比被槍擊並嚴重受傷。這被泰勒的妻子、另一個較大的女兒和雇員發現。
15歲艾比·泰勒因傷在醫院於7月4日死亡。

## 受害人
- 萊恩·卡什（Kline Cash，63歲）
- 哈茲爾·林德（Hazel Linder，83歲）
- 格納·琳達·帕克（Gena Linder Parker，50歲）
- 史蒂芬·泰勒（Stephen Tyler，45歲）
- 艾比·泰勒（Abby Tyler，15歲）

## 死亡
2009年7月6日，北卡羅來納州的經常呼叫斯頓縣達拉斯的一個正在盜竊的盜竊犯。目擊者報告說看到在一棟被遺棄的房子前面看到一輛可能是殺手的汽車。[https://www.webcitation.org/5iNgkdSXR?url=http://www.wspa.com/spa/news/local/article/how_a_neighbor_help_catch_a_serial_killer/22907/%5D%E5%9C%A8%E8%AD%A6%E5%AF%9F%E5%88%B0%E9%81%94%E6%99%82%EF%BC%8C%E9%81%87%E5%88%B0%E4%BA%86%E4%B8%89%E5%80%8B%E4%BA%BA%EF%BC%8C%E5%85%B6%E4%B8%AD%E7%9A%84%E9%96%8B%E6%A7%8D%E4%B8%A6%E4%B8%94%E4%BD%BF%E4%B8%80%E5%80%8B%E8%AD%A6%E5%AF%9F%E7%9A%84%E8%82%A9%E8%86%80%E5%8F%97%E5%82%B7%EF%BC%8C%E5%8F%A6%E4%B8%80%E5%80%8B%E5%9F%B7%E6%B3%95%E8%80%85%E9%96%8B%E6%A7%8D%EF%BC%8C%E6%93%8A%E6%96%83%E4%BA%86%E9%96%8B%E6%A7%8D%E7%9A%84%E4%BA%BA。這個人槍支的彈道匹配報告符合於被殺的五名受害人的彈道。

## 外部連結
- Cherokee County Serial Killer fact sheet